# Le Livre de prix
Le Livre de prix est une huile sur toile du peintre français William Bouguereau (1825-1905). Datée de 1901, l'œuvre est vendue chez Sotheby's à New York en 2019. Sa localisation est inconnue.

## Contexte
Revenu à La Rochelle depuis 1893, William Bouguereau peint de nombreux tableaux mettant en scène ses enfants, Paul, Henriette et Jeanne, qu'il avait eus avec sa première femme Marie-Nelly Monchablon. Mais c'est Yvonne, une fillette des environs de La Rochelle, qui est son modèle le plus représenté ; on la voit dans de nombreuses scènes intimistes ou champêtres, seule ou avec une de ses sœurs, Jeanne ou Marguerite. Le Livre de prix, peint quatre ans avant la mort de son auteur, représente Yvonne assise et lisant un livre.

Quelques autres œuvres de Bouguereau représentant Yvonne
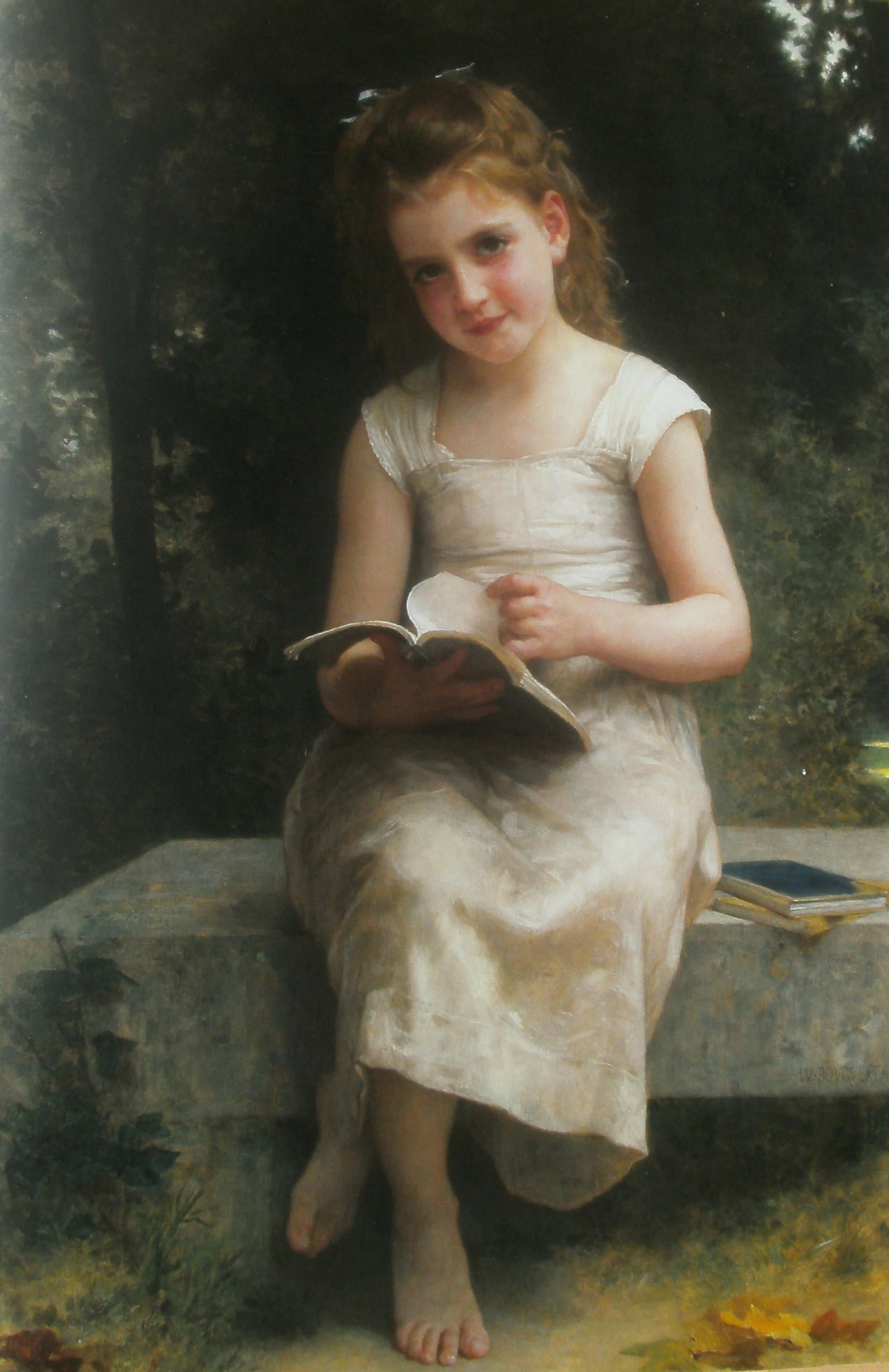
La Liseuse (1895), localisation inconnue.
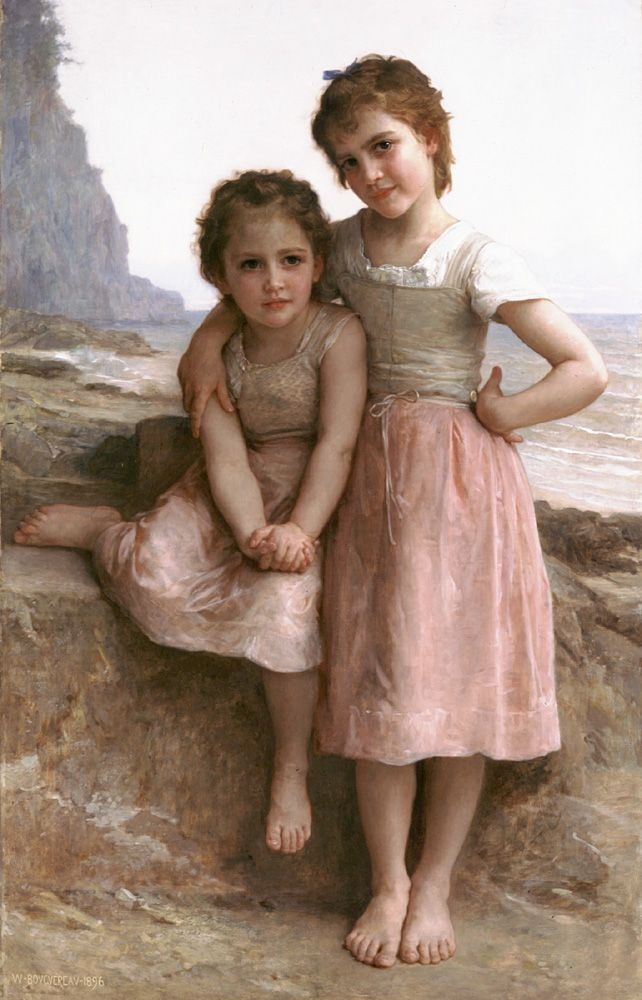
Sur la grève ou Sœurs sur le rivage. Yvonne (assise) et sa sœur Marguerite ou Jeanne (1896), Detroit Institute of Arts.
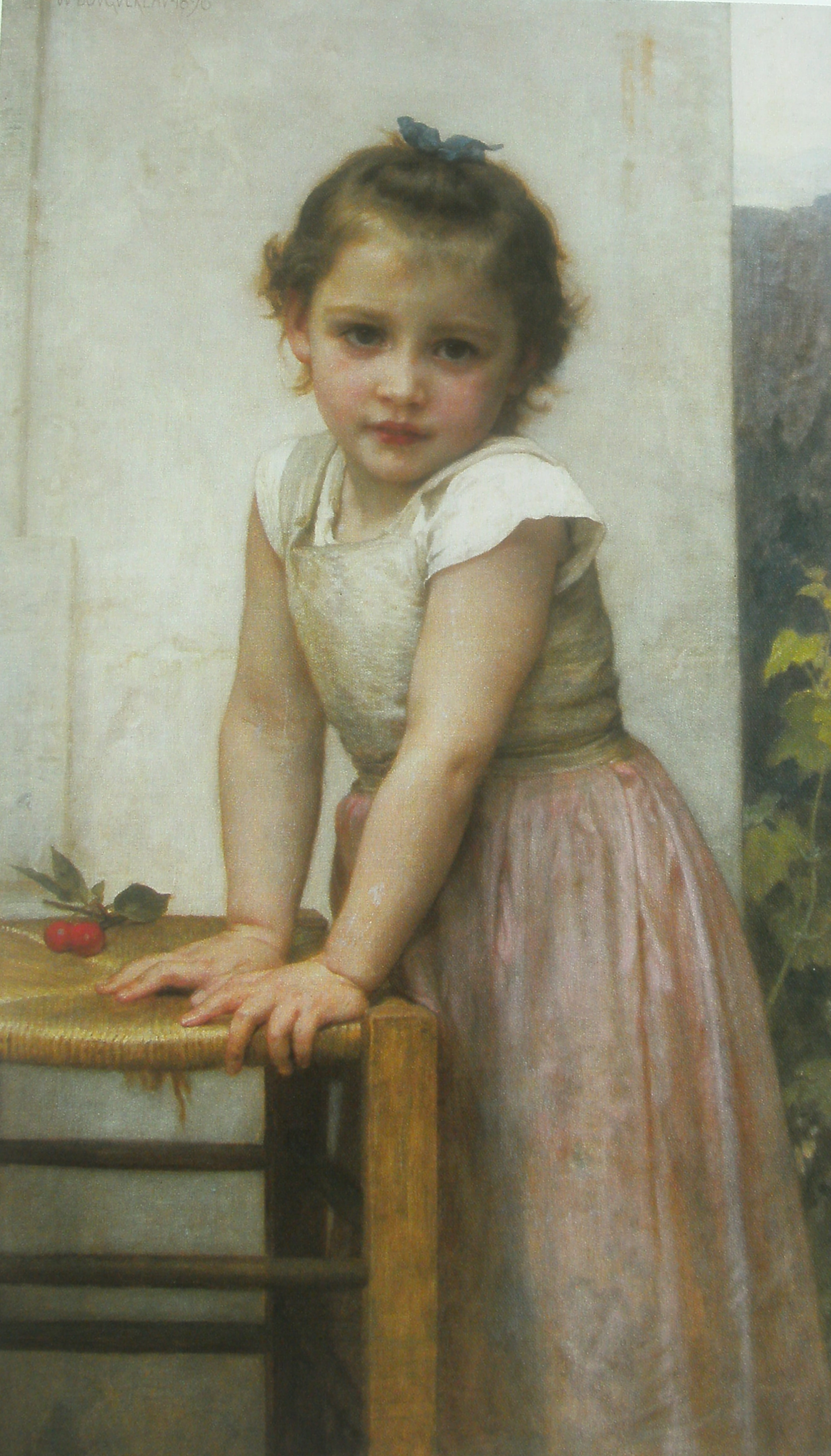
Yvonne (1896), localisation inconnue.
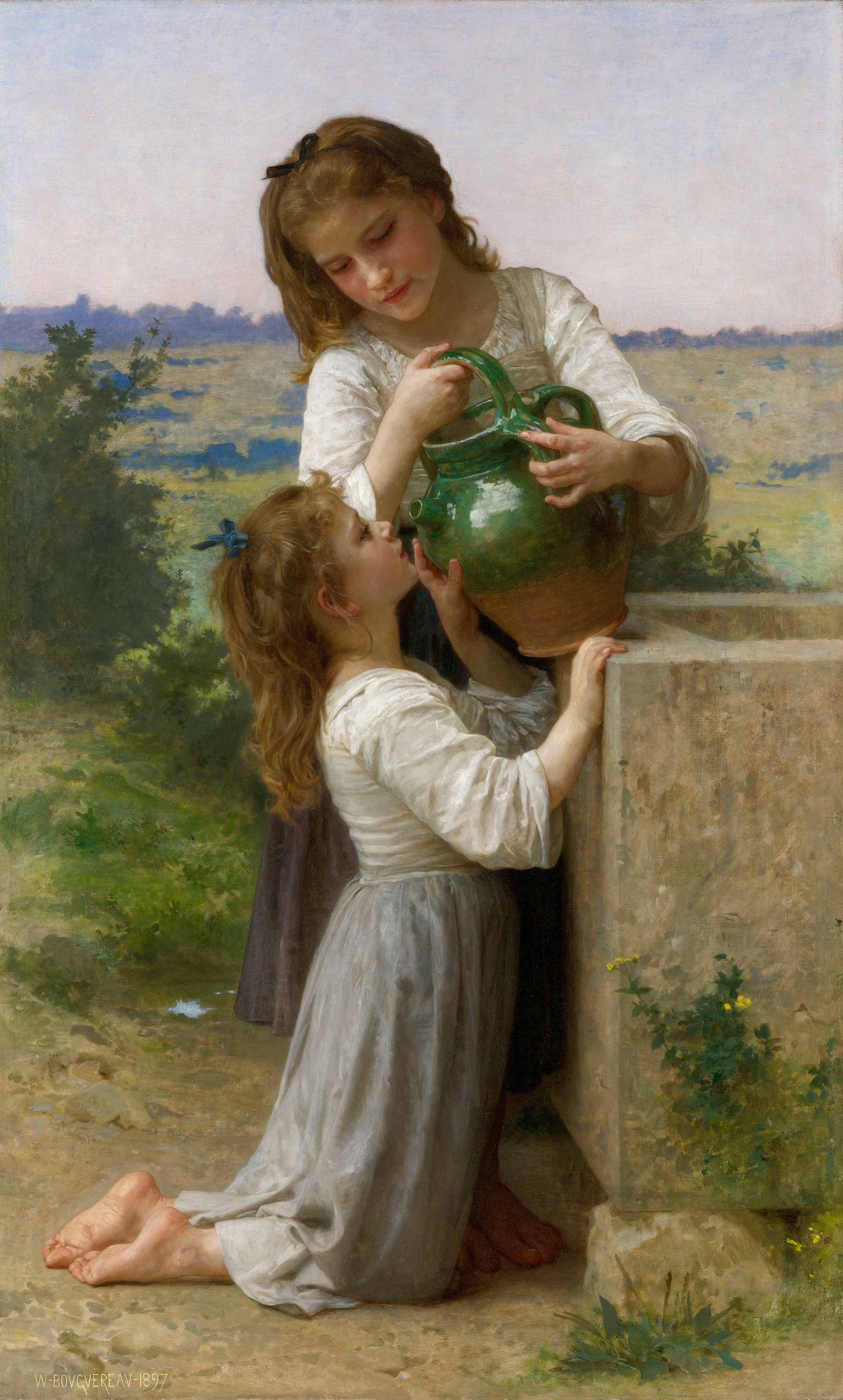
À la fontaine (1897). Jeanne donne à boire à Yvonne agenouillée, localisation inconnue[3].
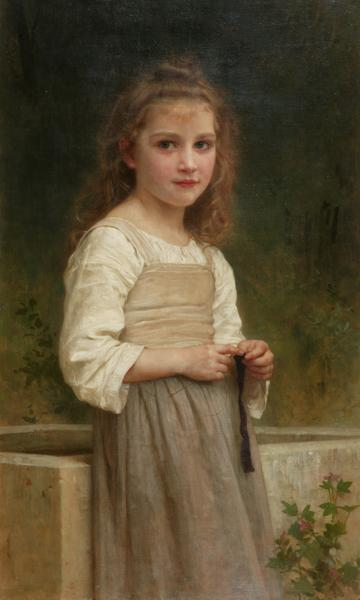
La Tricoteuse ou Innocence (1898), Manchester, Manchester Art Gallery[4].
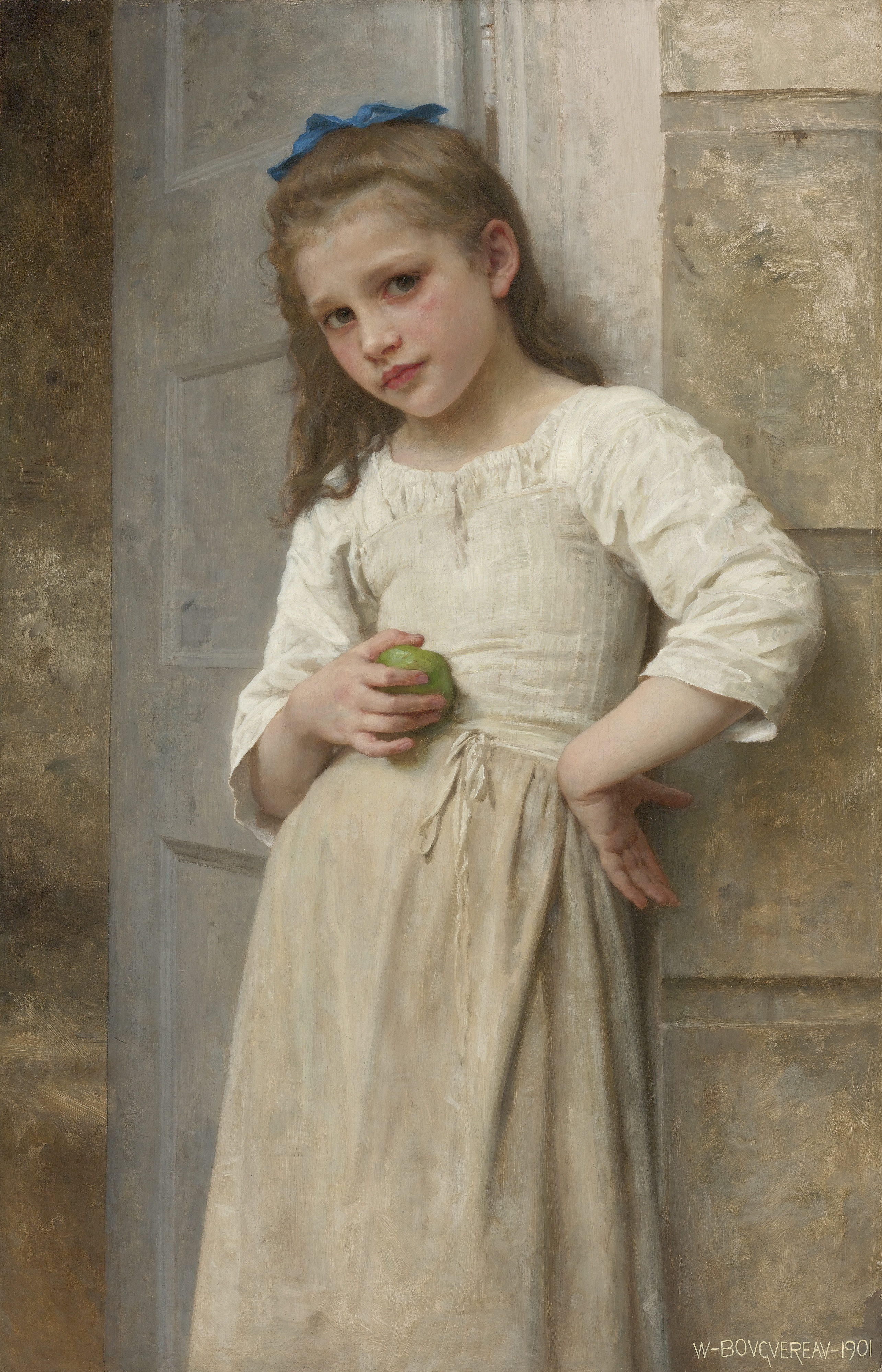
Yvonne sur le pas de la porte (1901), États-Unis, localisation inconnue[5].

## Description
Le tableau représente Yvonne, âgée d'environ 10 ans, pieds nus et assise jambes croisées sur une chaise sombre de style Henri II installée devant d'un mur à la teinte neutre uniforme. Elle penche la tête sur sa gauche et regarde le spectateur d'un air pensif. Elle tient un livre ouvert sur ses genoux avec couverture rouge et tranche dorée comme le sont un bon nombre des livres de la distribution des prix aux écoliers méritants dans cette période de la fin du XIXe siècle. En bas à gauche figurent la signature et la date : « W. Bouguereau - 1901 ». Le format, la pose sinueuse de la fillette et son regard qui interpelle le spectateur donne un charme indéniable au tableau. Bouguereau a multiplié ces scènes de genre enfantines qu'il vendait facilement à un public américain séduit par cette peinture mais qui furent par la suite peu appréciées en France par une grande partie des critiques d'art du XXe siècle.

## Héritage et provenance
Comme beaucoup des tableaux de Bouguereau, Le Livre de prix est acheté immédiatement en 1901 par un riche collectionneur américain, Daniel G. Reid, autodidacte ayantfait fortune dans l'industrie métallique. En 1916, le tableau passe dans les mains d'Henry May, vice-président et directeur général de la Pierce-Arrow Motor Company. Il demeure dans cette famille, transmis de génération en génération, presque inconnu des spécialistes. Le tableau est resté dans un parfait état et a conservé son cadre d'origine. Sa mise en vente chez Sotheby's à New York le 1er février 2019 marque sa redécouverte et le prix atteint de 1 275 000 dollars illustre le regain d'intérêt pour l'œuvre de William Bougereau depuis les années 2000. Le tableau est de nouveau vendu chez Sotheby's New York, le 22 mai 2024.